# Séguéla
Séguéla è una città della Costa d'Avorio, capoluogo del distretto di Woroba.